# Quillaja brasiliensis
Quillaja brasiliensis, árbol del jabón, es una especie de árbol en la familia de las quillajáceas, endémica del sur de Brasil, noreste de Argentina y norte del Uruguay.

## Descripción
Es un árbol de entre 8-12 m de altura, con tronco pardo oscuro, surcado; copa irregular, ascendente; follaje perennifolio, persistente, verdoso apagado; hojas simples, alternas, glabras, lanceoladas, paucidentadas, ápice agudo, base cuneada. Flores en racimos corimbiformes, axilares, verdosas, 5-sépalos, persistentes, corola dialipétala, actinomorfa, 10-estambres biseriados, ovario 5-carpelos, separados. Florece en verano. Fruto 5-folículos, leñosos, multiseminados, dehiscentes. 

## Comentario taxonómico
El género Quillaja ha sido tradicionalmente incluido en Rosaceae, Quillajoideae. Sin embargo, en los sistemas filogenéticos se lo incluye en el orden de las fabales, como una familia aparte, Quillajaceae.

## Taxonomía
Quillaja brasiliensis fue descrito por A.Saint-Hilaire y Edmond Tulasne como Fontanellea brasiliensis y luego transferido a Quillaja por Martius en Systema Materiae Medicae Vegetabilis Brasiliensis 127, en el año 1843. .
Sinonimia
- Fontenellea brasiliensis A.St.-Hil. & Tul.	basónimo
- Quillaja lanceolata D.Dietr.
- Quillaja lancifolia D.Don
- Quillaja sellowiana Walp.[3]